# Abies amabilis
Abies amabilis là một loài thực vật hạt trần trong họ Thông. Loài này được John Claudius Loudon công bố mô tả khoa học đầu tiên năm 1838 dưới danh pháp Picea amabilis, dựa theo mô tả trước đó của David Douglas. Năm 1839 James Forbes chuyển nó sang chi Abies.

## Phân bố
Là loài linh sam bản địa khu vực Tây Bắc Thái Bình Dương ở Bắc Mỹ, xuất hiện trong khu vực dãy núi Duyên hải Thái Bình Dương và dãy núi Cascade từ vùng cực đông nam Alaska qua miền tây British Columbia, Washington và Oregon, tới vùng cực tây bắc California. Nó sinh sống từ sát mực nước biển tới cao độ 1.500 mét (4.900 ft) ở phía bắc của phạm vi phân bố, và tới cao độ 1.000–2.300 m (3.300–7.500 ft) ở phía nam của phạm vi phân bố, luôn luôn trong các rừng mưa ôn đớivới lượng giáng thủy tương đối cao và mùa hè mát, ẩm ướt. Các loài cây thường thấy sinh sống cùng bao gồm thiết sam lá lạ (Tsuga heterophylla) ở phía bắc của phạm vi phân bố, linh sam Douglas (Pseudotsuga menziesii) ở giữa khu vực phân bố, còn tại vùng cực nam của khu vực phân bố là dẻ ngựa California (Aesculus californica).

## Tên gọi
Các tên gọi thông thường trong tiếng Anh là Pacific silver fir (linh sam bạc Thái Bình Dương), white fir (linh sam bạc), red fir (linh sam đỏ), lovely fir (linh sam đẹp), Amabilis fir (linh sam Amabilis), Cascades fir (linh sam Cascades) hay silver fir (linh sam bạc).

## Mô tả
Là loài cây lá kim thường xanh mọc cao đến 30–45 m (98–148 ft), đôi khi tới 72 m (236 ft), với đường kính thân cây đạt 1,2 m (3 ft 11 in), đôi khi tới 2,3 m (7 ft 7 in). Vỏ thân cây non màu xám nhạt, mỏng và được vết phồng rộp do nhựa cây tiết ra che phủ. Ở các cây già hơn thì vỏ cây sẫm màu hơn và phát triển các vảy và các vết rạch. Lá hình kim, dẹt, dài 2–4,5 cm (0,79–1,77 in), rộng 2 mm (0,079 in), dày 0,5 mm (0,02 in), màu lục sẫm xỉn phía trên, với 2 dải khí khổng màu trắng phía dưới, hơi khía chữ V ở đỉnh. Lá mọc vòng trên cành, nhưng các lá có mức độ vặn xoắn thay đổi tại đáy sao cho chúng nằm phẳng ở cả hai bên của cành và phía trên mặt phẳng cành, khong có lá nàu nằm phía dưới mặt phẳng này. Các cành màu đỏ-cam với lông nhung rậm. Các nón dài 9–17 cm (3,5–6,7 in) và rộng 4–6 cm (1,6–2,4 in), màu tía sẫm trước khi thuần thục; các vảy bắc ngắn, ẩn trong nón khép kín. Các hạt có cánh được giải phóng khi nón phân rã khi thuần thục vào khoảng 6–7 tháng sau khi thụ phấn.
Linh sam bạc Thái Bình Dương có quan hệ họ hàng rất gần với linh sam Maries (A. mariesii) ở Nhật Bản, chỉ phân biệt được là có lá ngắn hơn— chiều dài đạt 1,5–2,5 cm (0,59–0,98 in)—và nón nhỏ hơn, với chiều dài đạt 5–11 cm (2,0–4,3 in).

## Sử dụng
Gỗ mềm và không rắn chắc; nó được sử dụng trong sản xuất giấy, đóng thùng thưa đựng hàng và các đồ gỗ xây dựng rẻ tiền khác. Lá có mùi thơm hấp dẫn và đôi khi được sử dụng để trang trí đồ vật trong lễ Giáng Sinh, bao gồm các loại cây Giáng Sinh.
Nó cũng được trồng làm cây cảnh trong các khu vườn lớn, mặc dù đòi hỏi phải có mùa hè mát và ẩm đã hạn chế khu vực mà nó có thể được trồng. Sự phát triển tốt khi rời xa khu vực bản địa của nó chỉ hạn chế trong khu vực miền bắc Scotland và miền nam New Zealand.

## Hình ảnh
- Vỏ thân cây
- Mặt dưới tán lá
- Hình chụp gần cành cây từ phía dưới cho thấy lông nhung rậm trên cành và các dải khí khổng màu trắng.
- Mặt trên của tán lá.
- Nón đang phát triển.